# Kancellisnit
Kancellisnit er traditionelt betegnelsen for det karaktergennemsnit på Jurastudiet, som kræves eller krævedes for at blive ansat i centraladministrationen (Justitsministeriet).
Under den tidligere 13-skala lå snittet sædvanligvis på 9,3, men kunne afvige fra år til år alt efter efterspørgslen på jurister.
Den nye 7-trins skala (12-skalaen), som blev indført på Universiteterne fra 1. august 2007, skærer den gamle skala omkring 9,3 (Karakter (bedømmelse)). 
Et fast kancellisnit er i nyere tid af mere teoretisk end praktisk art, da jurauddannelsen er differentieret med grunduddannelse (bachelor) og overbygning (kandidat) samt med en række individuelle valgfag, hvorefter det samlede karaktergennemsnit ikke længere er helt så afgørende.